# Rasierpuder

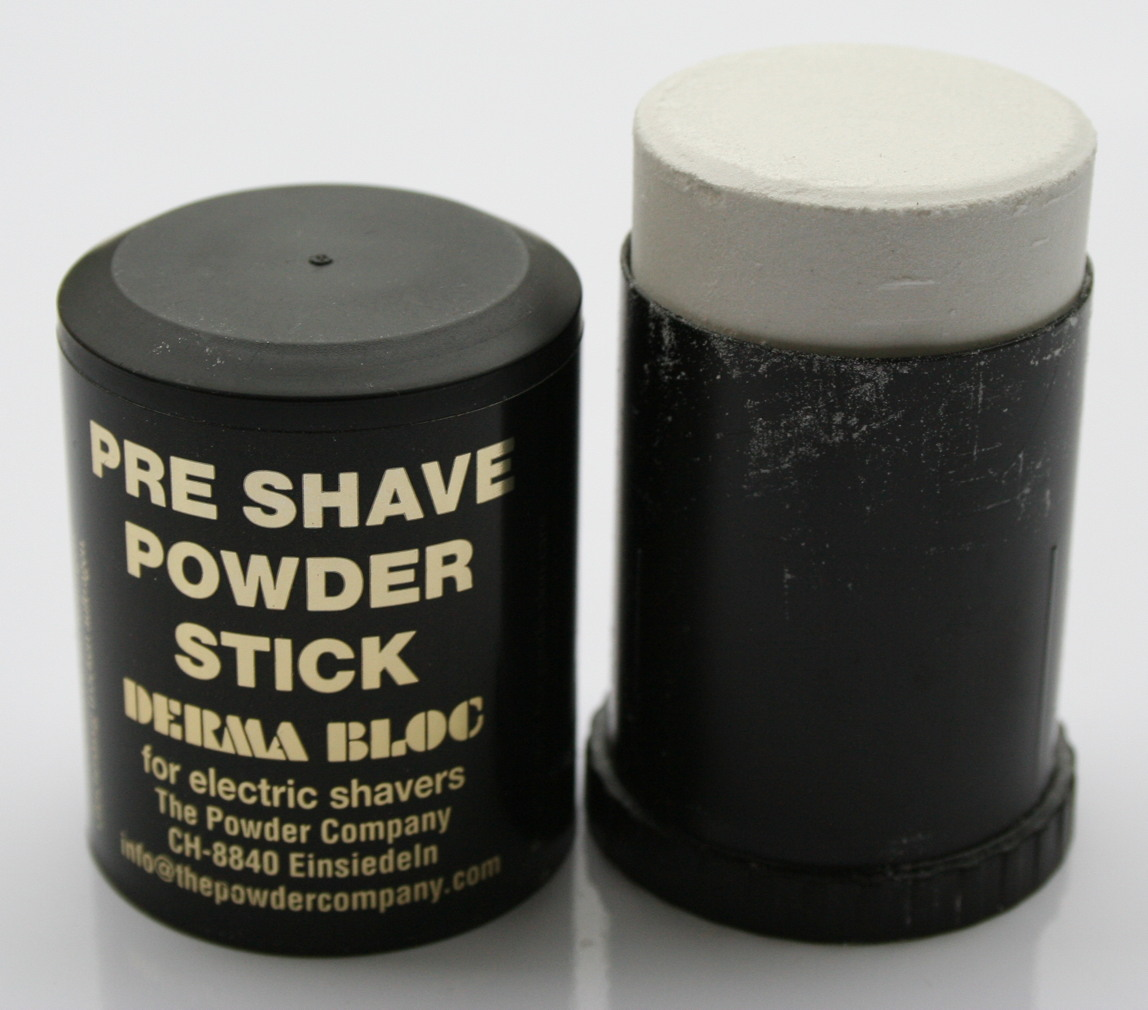
Rasierpuder im Stift

Als Rasierpuder bezeichnet man einen Puder, der vor der Elektrorasur auf der Gesichtshaut aufgetragen wird, um die Oberfläche von Fett (Talg bzw. Lipide) und Schweiß zu befreien. Ist die Haut zu feucht und fettig, verkleben die Barthaare und werden von den Scherfolien, Schwingköpfen und Klingen der Elektrorasierer nur schlecht erfasst.
Die auch als Preshave-Puder bezeichneten Produkte enthalten unter anderem Talkum, Magnesium- oder Zinkstearat sowie Calciumcarbonat und Magnesium- oder Zinkoxid.
Rasierpuder ist in Stift- wie auch in loser Form im Fachhandel erhältlich.